# Artemis Fowl
Artemis Fowl – seria książek fantasy autorstwa Eoina Colfera, irlandzkiego pisarza i nauczyciela, poświęcona przygodom nastoletniego geniusza Artemisa Fowla Drugiego, parającego się działalnością przestępczą. Seria napisana jest w tonie humorystycznym, przeplatając motywy poważne z parodią i czarnym humorem. Składa się z ośmiu tomów, z których pierwszy opublikowano w 2001 r.

## Bohaterowie serii
- Artemis Fowl II – potomek słynnej irlandzkiej rodziny królującej od wieków w przestępczym półświatku. Sarkastyczny i nad wiek dojrzały nastolatek o niezwykle wysokim IQ, utalentowany w wielu dziedzinach. W pierwszym tomie serii przedstawiony jest jako bezwzględny i chciwy geniusz, którego jedynym celem jest podreperowanie majątku rodu. By to zrobić, nie zawaha się odszukać dostępu do świata wróżek i zażądać okupu za porwanie jednej z nich. Zdradza ludzkie uczucia jedynie w stosunku do matki.

Z każdym tomem Artemis staje się jednak bardziej wrażliwy i otwarty na innych, często pomagając przyjaciołom-wróżkom wydostać się z rozmaitych opresji. W ostatnich częściach serii młody Fowl zdradza uczucia w stosunku do kapitan Holly Niedużej i Minerwy Paradizo. Pod koniec serii zostaje starszym bratem bliźniaków (Backetta i Mylesa). W książkach niewiele jest wzmianek o wyglądzie Artemisa; autor opisuje go jako bladego, ciemnowłosego chłopaka o niebieskich oczach. Podczas przygód w książce pt. "Zaginiona Kolonia", dostaje oko Holly i trochę mocy.
- Holly Nieduża – utalentowana elfka o niezwykle bystrym umyśle, poświęcona walce ze złem i niesprawiedliwością. Jedyny kapitan płci żeńskiej w SKRZAT (skrót od: Specjalny Korpus Rozpoznawczy do Zadań Tajemnych; jest to elitarna jednostka SKR – Sił Krasnoludzkiego Reagowania). Często niedoceniana ze względu na dyskryminację płciową w policji w Niższej Krainie; do policji wstąpiła za sprawą zmarłej matki. Nierzadko jej instynkt każe jej ignorować lub naginać przepisy i rozkazy, by lepiej wypełnić misję, co pogarsza jej opinię publiczną i oznacza problemy ze strony przełożonych; zawsze okazuje się jednak, że jej instynkt miał rację. Kapitan Nieduża jest pogodna, odważna oraz wierna przyjaciołom.

- Domowoj Butler – osobisty ochroniarz i służący Artemisa Fowla Drugiego. Rodzina Butlerów służyła Fowlom od pokoleń, każdy członek rodu przypisywany był nowemu Fowlowi przy narodzinach. Butler posiada rozległą wiedzę o broni, zasadzkach, technologii oraz półświatku przestępczym, jest znakomicie wyszkolony we wschodnich sztukach walki. Oprócz służenia i chronienia młodego Fowla, Butler jest też jego najlepszym przyjacielem oraz doradcą, często służy swojemu podopiecznemu radą i pomocą.

Colfer rzadko opisuje wygląd Butlera. Wiadomo, że jest on potężnym pół-Azjatą, około czterdziestego roku życia, który samym wyglądem wzbudza w ludziach lęk.
- Julia Butler – Julia (lub Juliet – tłum. piątego tomu) jest młodszą siostrą Domowoja. W momencie rozpoczęcia serii ma ok. 15 lat. W przeciwieństwie do brata (który urodził się w Azji) Julia urodziła się w Ameryce. Jest wielką fanką "wolnej Amerykanki" i sztuk walk, co było też tematem jej prezentów na 18. urodziny. Autor opisuje ją jako ładną, nietypową jak na swój wiek, nastolatkę. Jest to przyjazna, inteligentna i bardzo zdolna dziewczyna. Jako jedna z niewielu naprawdę potrafi lubić Artemisa. Pojawiła się także informacja, że Julia "potrafi umalować się w mniej niż cztery minuty". Największym marzeniem Julii jest w przyszłości być tak skutecznym ochroniarzem jak jej brat. Po wydarzeniach w trzecim tomie, zostaje ochroniarzem Artemisa w zastępstwie za swego brata.
- Juliusz Bulwa – elf, komendant SKRZAT. Pali grzybowe cygara i słynie z wybuchowego temperamentu, dzięki czemu dostał przydomek "Burak". Często niecierpliwy i poirytowany w stosunku do swoich podwładnych, a zwłaszcza kapitan Niedużej i Ogierka. Znakomity strateg i przywódca, wierny zasadom i przepisom. Podziwiany przez Holly Niedużą. Ginie w czwartym tomie w wybuchu podłożonej przez Opal bomby.

- Ogierek – technologiczny geniusz SKRZAT. Najbardziej inteligentny centaur nad i pod powierzchnią Ziemi, autor większości wynalazków w świecie Wróżek. Zarozumiały i złośliwy, lubi myśleć o sobie jako o niedocenianym geniuszu. Ma skłonności do histerii i paranoi. Lekceważąco traktuje technologię ludzi, lubi się wymądrzać i pouczać innych, a także irytować komendanta Bulwę. Potrafi jednak stanąć na wysokości zadania i nierzadko wyratował z opresji bohaterów serii.

- Artemis Fowl Senior – ojciec Artemisa Drugiego, głowa rodu Fowlów. Przed rozpoczęciem akcji pierwszego tomu zdecydował się zarabiać legalnie i po zakończeniu Zimnej Wojny zaczął inwestować w rynek wschodni. Jednak jego plan transportu coli do Rosji nie przypadł jednak do gustu rosyjskiej mafii, która storpedowała statek wraz z jego załogą. Ojciec Artemisa został uznany za zaginionego. Tom drugi serii poświęcony jest Artemisowi i jego przyjaciołom, którzy ruszają na poszukiwania Fowla Seniora.

- Angelina Fowl – matka Artemisa Drugiego i bliźniaków: Mylesa i Backetta. Po zaginięciu męża wpadła w silną depresję; uleczona przez Holly Niedużą w pierwszym tomie. Działa charytatywnie i jako jedyna jest przeciwna przestępczej działalności rodziny, mimo że bardzo ją kocha. W szóstym tomie zapada na magiczną chorobę – zarażona i uleczona została przez syna Artemisa. Poznaje prawdę o świecie wróżek i przygodach syna.

## Książki o Artemisie Fowlu
W Polsce książki ukazały się nakładem wydawnictwa W.A.B.:
- Artemis Fowl (ang. Artemis Fowl Book 1), ISBN 83-88221-77-9
- Artemis Fowl. Arktyczna przygoda (ang. Artemis Fowl. The Arctic Incident), ISBN 83-89291-04-5
- Artemis Fowl. Kod wieczności (ang. Artemis Fowl. The Eternity Code), ISBN 978-83-7414-027-0
- Artemis Fowl. Fortel wróżki (ang. Artemis Fowl. The Opal Deception), ISBN 83-7414-182-4
- Artemis Fowl. Zaginiona kolonia (ang. Artemis Fowl. The Lost Colony), ISBN 978-83-7414-344-8
- Artemis Fowl. Paradoks czasu (ang. Artemis Fowl. Time Paradox), ISBN 978-83-7414-660-9 (polska premiera 12 sierpnia 2009 roku)
- Artemis Fowl. Kompleks Atlantydy (ang. Artemis Fowl. Atlantis Complex), ISBN 978-83-7747-552-2 (w Anglii ukazała się 20 lipca 2010 roku; polska premiera 7 września 2011 r.)
- Artemis Fowl. The Last Guardian (2012)

Ponadto ukazały się:
- Kartoteka Artemisa Fowla (ang. Artemis Fowl. Files), ISBN 978-83-7414-374-5
- Artemis Fowl. The Graphic Novel – wydane w postaci komiksów pierwszy (w 2007) i drugi (w 2009) tom przygód.

### Artemis Fowl
Dwunastoletni Artemis Fowl, przestępca-geniusz, odkrywa istnienie wróżek. Sprytnie zdobywa tajemniczą Księgę, dzięki której dowiaduje się wszystkiego o tej magicznej rasie. Wraz z pomocą kamerdynera Butlera porywa elficzkę Holly Niedużą i żąda w zamian za jej uwolnienie okupu. Wróżki nie zamierzają co prawda ulegać szantażowi, ale Artemis nie podda się przecież bez walki.
Siły starcia nr 1 – Genialny Człowiek kontra Technologia Wróżek będą wyrównane, a wynik odbije się echem po całym nadziemnym i podziemnym świecie.

### Artemis Fowl: Arktyczna przygoda
Zdegradowany oficer Sił Krasnoludzkiego Reagowania, Wrzosiec Pałka, planuje wraz z właścicielką firmy zbrojeniowej Opal Koboi dokonanie przewrotu w Małym Ludzie. Zaczynają nielegalnie dostarczać goblinom broń. Holly i jej komendant Juliusz Bulwa uznają, że macza w tym palce Artemis Fowl. Ten udowadnia swoją niewinność, ale proponuje swą pomoc w tej sprawie. W zamian sam jednak oczekuje pomocy w odbiciu swego ojca z rąk rosyjskiej mafii.

### Artemis Fowl: Kod wieczności
Ojciec Artemisa wraca do zdrowia i wykazuje niesamowitą metamorfozę – nie chce się już parać przestępczą działalnością! Od syna oczekuje tego samego, jednak tego nie za bardzo kusi uczciwe życie. W ramach jednego ze swoich ostatnich przekrętów szantażuje milionera Jona Spira, że wypuści na rynek Kostkę "K", superkomputer mogący niemal wszystko (zbudowany oczywiście z użyciem technologii wróżek). Plan kończy się jednak porażką. Spiro kradnie Kostkę, a Butler zostaje śmiertelnie ranny. Od zgonu ratuje go Holly Nieduża, ale zabieg ratowania życia postarza Butlera o piętnaście lat. Elfy zawiązują wraz z Artemisem, Butlerem i Julią (siostrą Butlera i służącą rodziny Fowlów) sojusz w celu odzyskania Kostki K. Będzie to ich jednak kosztowało wymazanie pamięci o podziemnym świecie.

### Artemis Fowl: Fortel wróżki
Po wymazaniu pamięci, Artemis Fowl zupełnie zapomniał o wydarzeniach mających miejsce przez ostatnie dwa lata. Razem z Butlerem kradnie impresjonistyczne arcydzieło – Uprowadzenie. Tymczasem Opal Koboi klonuje samą siebie i ucieka z kliniki, planując odwet na wszystkich, którzy przyczynili się do jej klęski przed rokiem. Na pierwszy ogień idą Bulwa i Holly – Opal tak wszystko organizuje, że wychodzi na to, że to kapitan Nieduża zamordowała swojego zwierzchnika. Będąc ścigana ucieka na powierzchnię i ratuje Artemisa przed zamachem na jego życie. Opowiada mu o wszystkim, co do niedawna wiedział. Niestety, chłopiec zupełnie nic nie pamięta. Chwilę potem obydwoje zostają porwani przez Opal Koboi i zamknięci w "wesołym miasteczku" pod powierzchnią ziemi, wraz ze stadem rozwścieczonych trolli. Z opresji ratują ich jednak Butler i Mierzwa Grzebaczek. Razem muszą udaremnić szalony plan Opal polegający na konfrontacji dwóch światów – ludzi i wróżek.

### Artemis Fowl: Zaginiona kolonia
W prawdziwym świecie zaczynają pojawiać się demony – istoty, które zniknęły z powierzchni ziemi przed dziesięcioma tysiącleciami. Odznaczają się ogromną nienawiścią wobec ludzi. Artemis Fowl odkrywa, gdzie pojawi się następny i razem z Holly usiłują go powstrzymać. Okazuje się jednak, że uprzedza ich Minerwa Paradizo, dwunastoletnia dziewczynka-geniusz. Tym razem Artemis trafia na równego przeciwnika... bądź sprzymierzeńca. Jakby jednak nie było, obydwoje świetnie się dogadują. Sprawy komplikują się przez niejakiego Billy'ego Konga, współpracownika Minerwy i czarnego charakteru...

### Artemis Fowl: Paradoks czasu
Angielina Fowl, matka Artemisa zaczyna chorować na tajemniczą chorobę, niszczącą jej organizm. Wszystko wskazuje na czarotropię. Najlepsi lekarze z całego świata nie potrafią jej wyleczyć. Jedyny lek mogący pomóc to wyciąg z mózgu małego lemura sifaka, ostatniego przedstawiciela gatunku, który parę lat wcześniej wyginął za sprawą Artemisa. Młody Fowl decyduje się wyruszyć razem ze swoją przyjaciółką Holly w niebezpieczną podróż w czasie, by dla swojej matki dokonać tego, co niemożliwe. Będzie musiał też stoczyć walkę z samym sobą – młodszym i bardziej bezwzględnym.

### Kartoteka Artemisa Fowla
Jest to zbiór dwóch krótkich historii: SKRZAT (Artemis Fowl: LEPrecon) oraz Siódmy krasnal (Artemis Fowl: The Seventh Dwarf). Ponadto umieszczono tu tłumaczenia alfabetu gnomickiego, quizy, parę słów od autora, świadectwo szkolne Artemisa, projekty wynalazków Ogierka, mapę szybów transportowych z Oazy na Ziemię i wywiady z bohaterami. Przygody opisane w SKRZAT mają miejsce jeszcze przed pierwszą wydaną książką (Artemis Fowl) i opowiadają o tym, jak Holly dostała się do Specjalnego Korpusu Rozpoznawczego do Zadań Tajemnych oraz jak komendant Juliusz Bulwa musiał zmierzyć się ze swoim bratem Przewrotem. Siódmy krasnal natomiast opisuje współpracę Artemisa z Mierzwą Grzebaczkiem dotyczącą kradzieży bezcennego klejnotu, tiary Lady Fei Fei (akcja ma miejsce po wydarzeniach z pierwszej części cyklu).

### Artemis Fowl: Kompleks Atlantydy
W celu uchronienia świata przed globalnym ociepleniem, Artemis wzywa przyjaciół z Niższej Krainy na pewien islandzki lodowiec. Jednym z efektów ubocznych misji okazuje się Kompleks Atlandydy, w efekcie którego młody Fowl zaczyna ulegać paranoi oraz swojej nowej, zaskakująco pozytywnej osobowości. Nowe "ja" Artemisa, które ma na imię Orion, skutkuje również dziwnym i niepokojącym zainteresowaniem względem Holly, oraz obsesją na temat liczby cztery, która według chińskich legend zwiastuje śmierć, oraz liczby pięć, którą zaś młody Fowl uważa za szczęśliwą. Obsesja, zaburzenie osobowości i skrajna paranoja Artemisa to niestety dopiero początek kłopotów. 

### Artemis Fowl. The Graphic Novel
Seria komiksów jest napisana przez Eoina Colfera, a pomagają mu Andrew Donkin i Giovanni Rigano.

### Artemis Fowl. Ostatni Strażnik (The Last Guardian)
Opal Koboi opracowuje piekielny plan przejęcia władzy i zemsty na swoich wrogach. Artemis wraz z przyjaciółmi próbuje ją powstrzymać. 

## Nieścisłości tłumaczeniowe
W różnych książkach występuje kilka nieścisłości i błędów popełnionych przez tłumaczy polskiej wersji, m.in.:
- Ogierek w pierwszej części jest faunem, w pozostałych zaś centaurem.
- Kostka K z trzeciej części jest Kostką C w czwartej (w oryginale C Cube) – tłumacz prawdopodobnie nie czytał trzeciego tomu, gdzie napisane jest, że litera stanowi skrót od pewnego wyrazu charakteryzującego komputer: po angielsku c od connect (łączyć), a po polsku k od kojarzyć)
- W Paradoksie Czasu nazwa Phonetix nie została spolszczona do Fonetiks jak w Kodzie wieczności
- W drugiej części funkcjonariuszka SKR nazywa się Lila Rzęska, natomiast w czwartej Lila Frond (ang. paproć)
- W "Kartotece..." zamiast imienia Kłopot Wodorost wszędzie jest używane "Trouble Morszczyn".
- W pierwszej części korporację medialną George’a Lucasa (Industrial Light and Magic) przetłumaczono dosłownie – jako przemysłowe światło i magia – zamiast pozostawić brzmienie oryginalne (jako nazwa własna istniejącego przedsiębiorstwa).

Nieścisłości i błędy tłumaczeniowe w książce Artemis Fowl: Zaginiona kolonia:
- Zamek Fowlów zamiast Dwór Fowlów
- Juliet zamiast Julia
- Sool zamiast Popędek (później poprawione)
- Haven zamiast Oaza
- Atlantis zamiast Atlantyda
- 10 lat wcześniej zamiast dwa lata wcześniej – najprawdopodobniej autor wpisał teo zamiast two, co edytor tekstu automatycznie "skorygował" na ten years earlier

## Adaptacja filmowa
Film Artemis Fowl, wyprodukowany przez Walt Disney Pictures i w reżyserii Kennetha Branagha, miał początkowo pojawić się w kinach 9 sierpnia 2019 roku, lecz ostatecznie udostępniono go na Disney+ 12 czerwca 2020.